# 美国国家航空航天博物馆
國家航空和航天博物館（英語：National Air and Space Museum）於1976年7月開館，是全世界首屈一指的有關飛行的專題博物館。座落在美國首都華盛頓特區的東南方，每月接待觀眾達10萬之多，第一年的參觀人數超過1000萬人次，創美國各博物館最高紀錄。它是目前世界上最大的飛行博物館，是由玻璃、大理石和鋼材構成的現代化建築。國家航空和航天博物館另下設史蒂文·烏德沃爾哈齊中心（Steven F. Udvar-Hazy Center），位於維珍尼亞州尚蒂伊。

## 历史
美國航空航天博物館位於華盛頓獨立路。 隸屬於史密森學會。 前身是美國國會街1946年建立的國家航空博物館，1966年改今名，1976年遷今址。 建築面積6.3萬平方米，陳列面積2萬平方米。 博物館的正廳命名為“飛行里程碑”，形形色色的飛行器或懸吊在大廳天花板下，或停放在寬敞大廳的地面上。

## 历任馆长
| 次序 | 姓名 （中文）        | 姓名 （英文）     | 任期      | 备注 |
| 1    |                      | Philip S. Hopkins | 1958-1964 |      |
| 2    |                      | S. Paul Johnston  | 1964-1969 |      |
| 3    | 弗兰克·奥古斯都·泰勒 | Frank A. Taylor   | 1969-1971 | 代理 |
| 4    | 迈克尔·科林斯        | Michael Collins   | 1971-1978 |      |
| 5    |                      | Melvin B. Zisfein | 1978-1979 | 代理 |
| 6    |                      | Noel W. Hinners   | 1979-1982 |      |
| 7    | 沃尔特•博伊恩        | Walter J. Boyne   | 1982-1986 |      |
| 8    |                      | James C. Tyler    | 1986-1987 | 代理 |
| 9    | 马丁·哈威特          | Martin O. Harwit  | 1987-1995 |      |
| 10   |                      | Donald D. Engen   | 1996-1999 |      |
| 11   | 约翰·杰克·戴利       | John R. Dailey    | 2000-2018 |      |
| 12   | 艾伦·斯托凡          | Dr. Ellen Stofan  | 2018-至今 |      |

## 圖庫
截至2007年6月1日，美国国家航空航天博物馆展示包括61架飛機、51件大型太空文物、2,000多件小型物品。

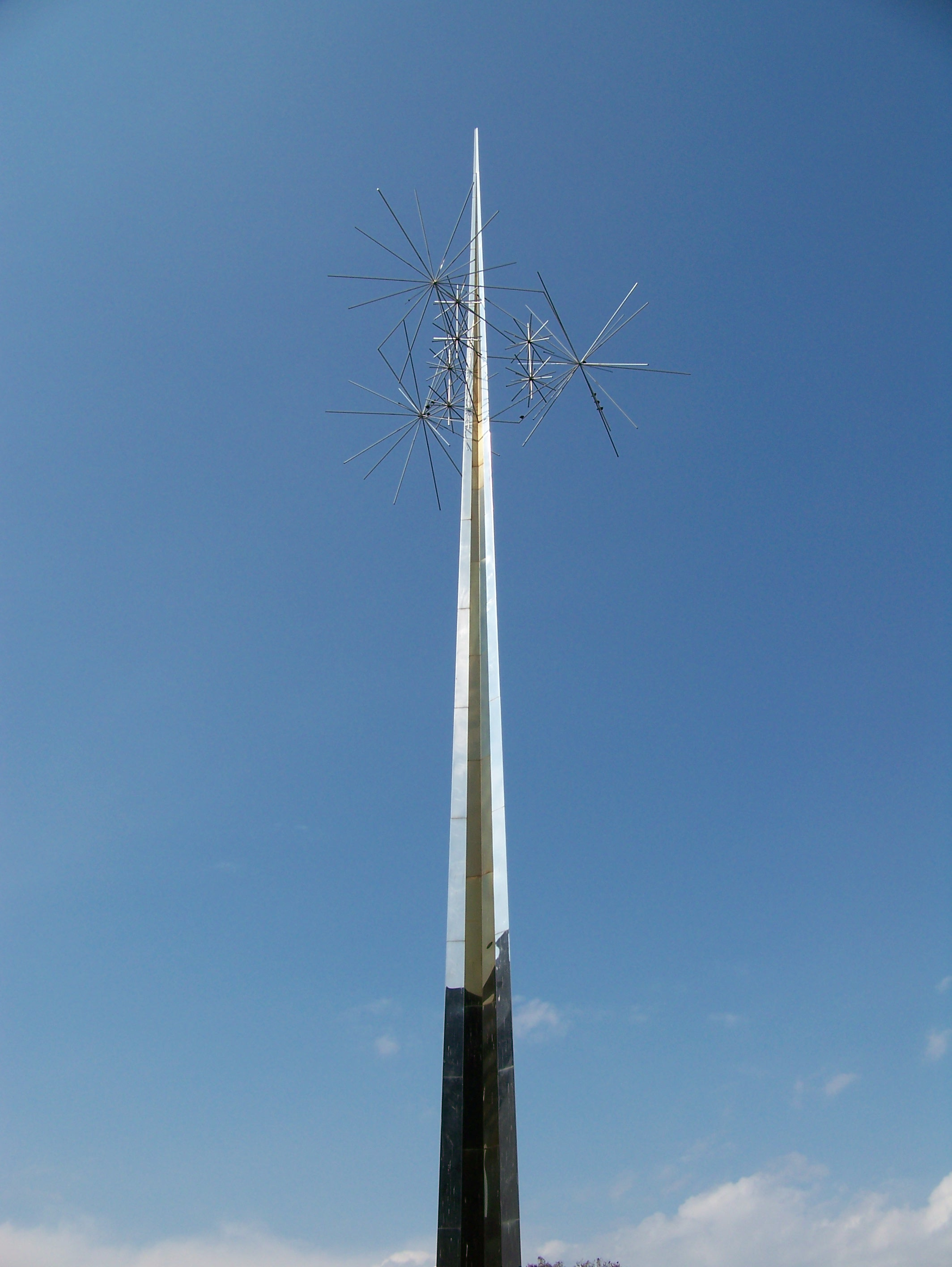
《星際救援》，美國藝術家理查德·利波爾德（英语：Richard Lippold）的公共藝術品
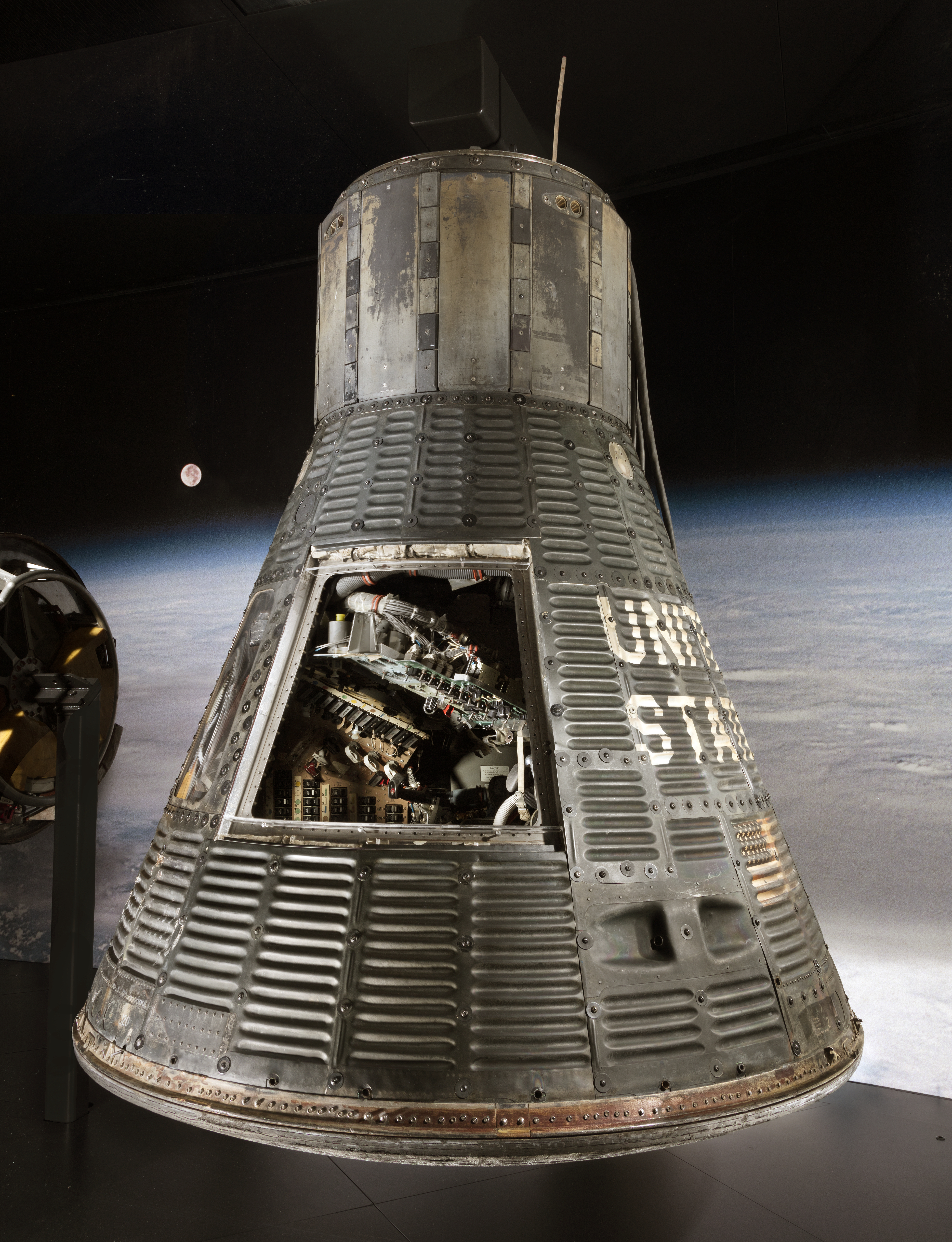
约翰·格伦於1962年搭乘的友誼7號
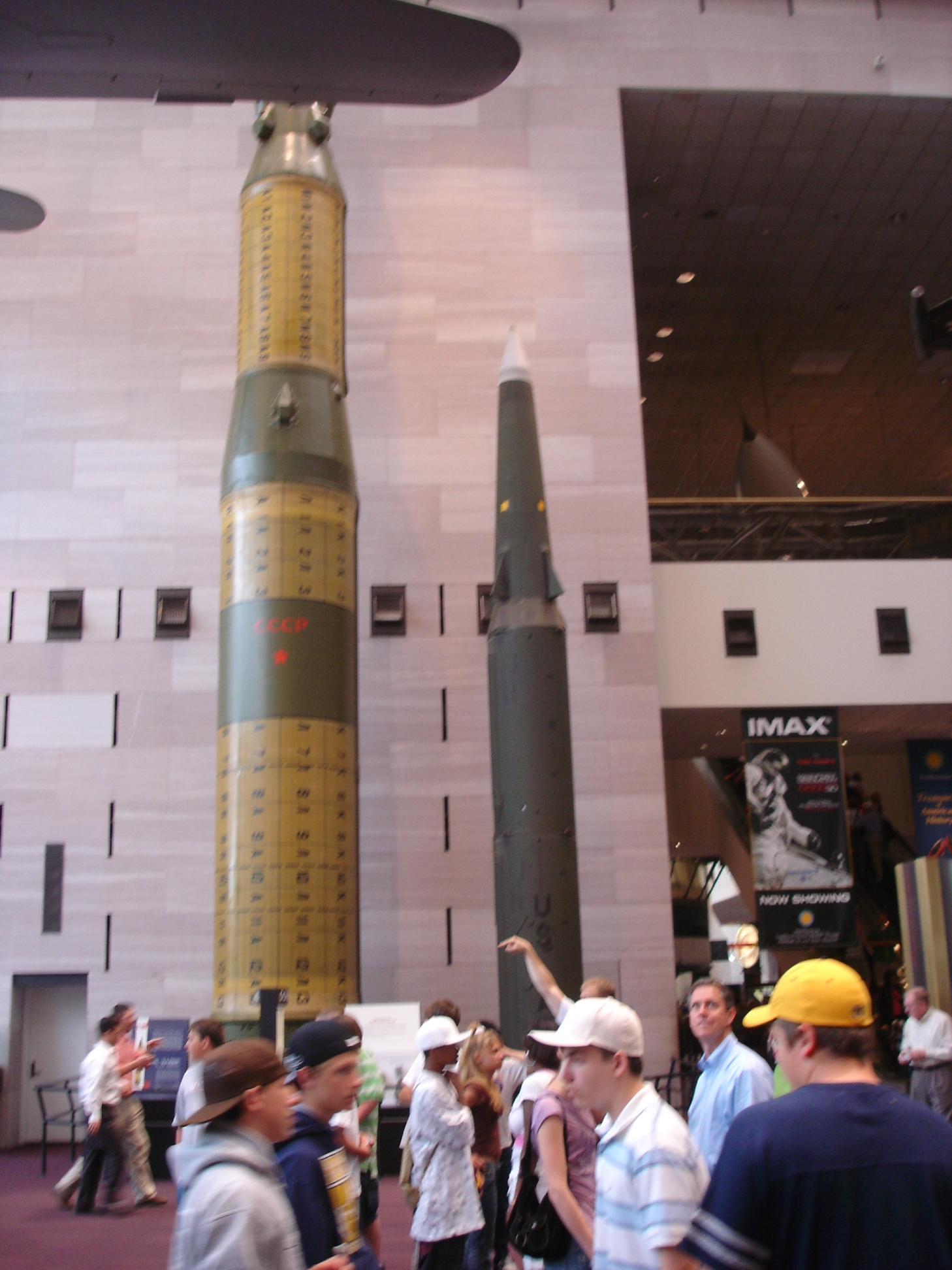
蘇聯的SS-20导弹和美國的潘兴Ⅱ
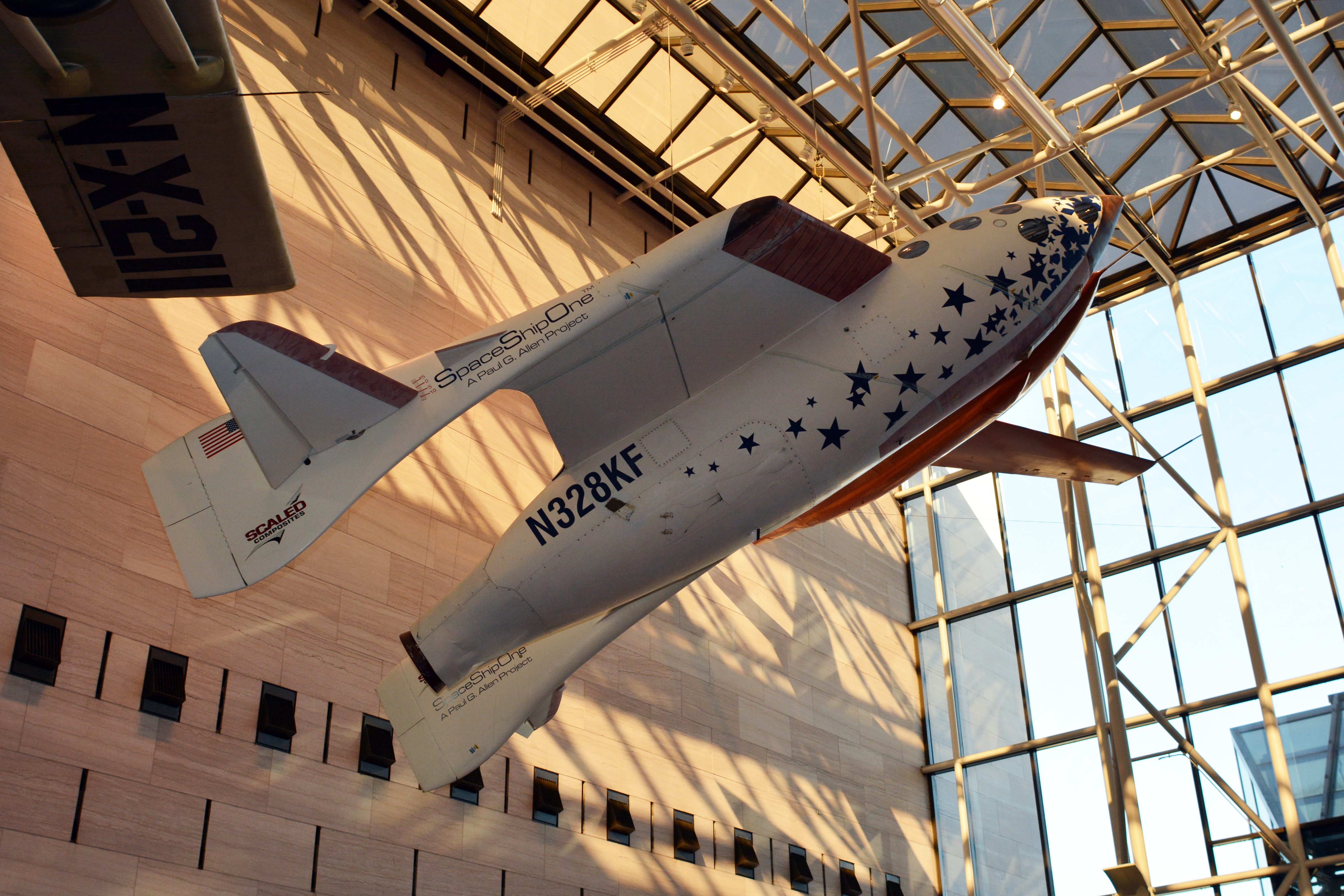
太空船1號
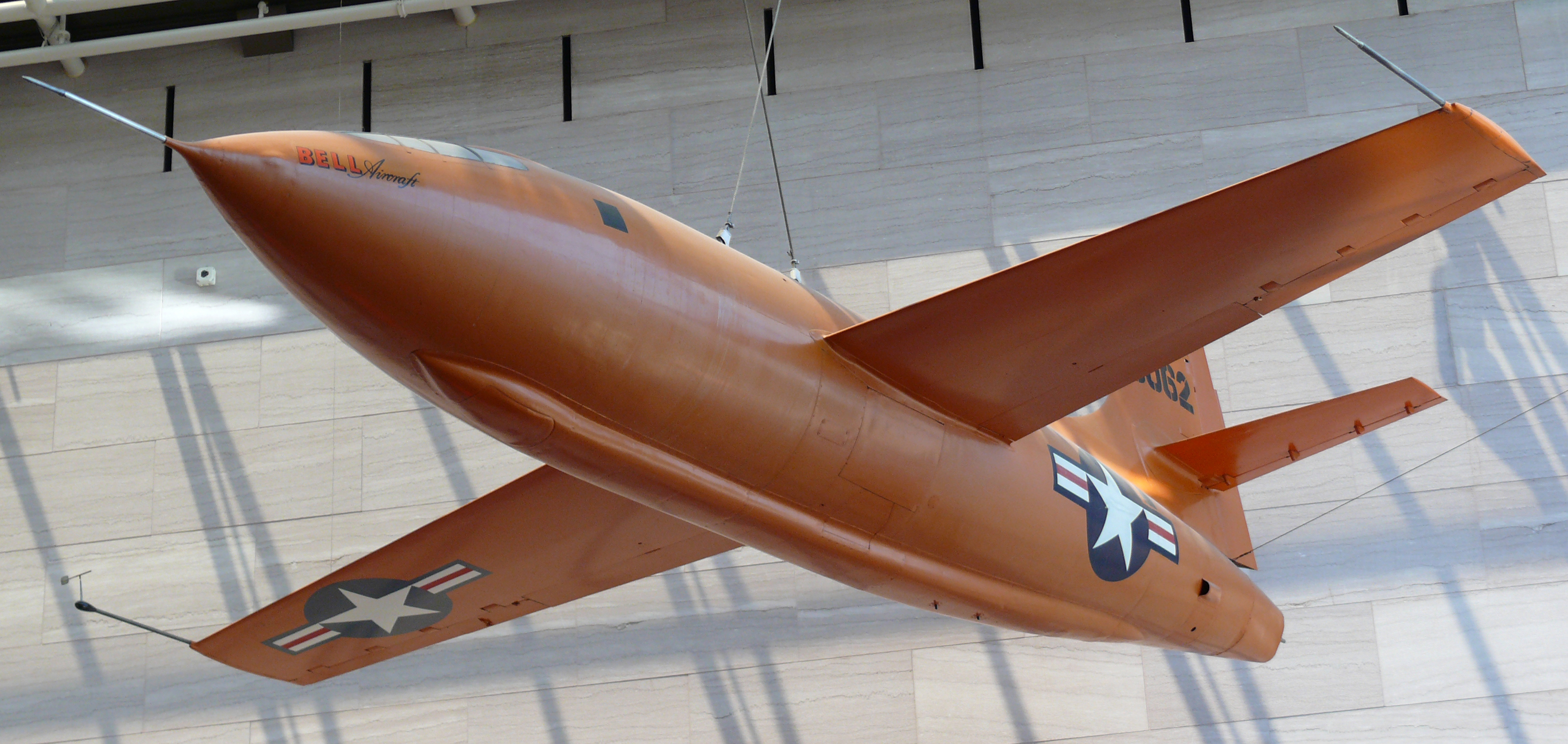
X-1試驗機
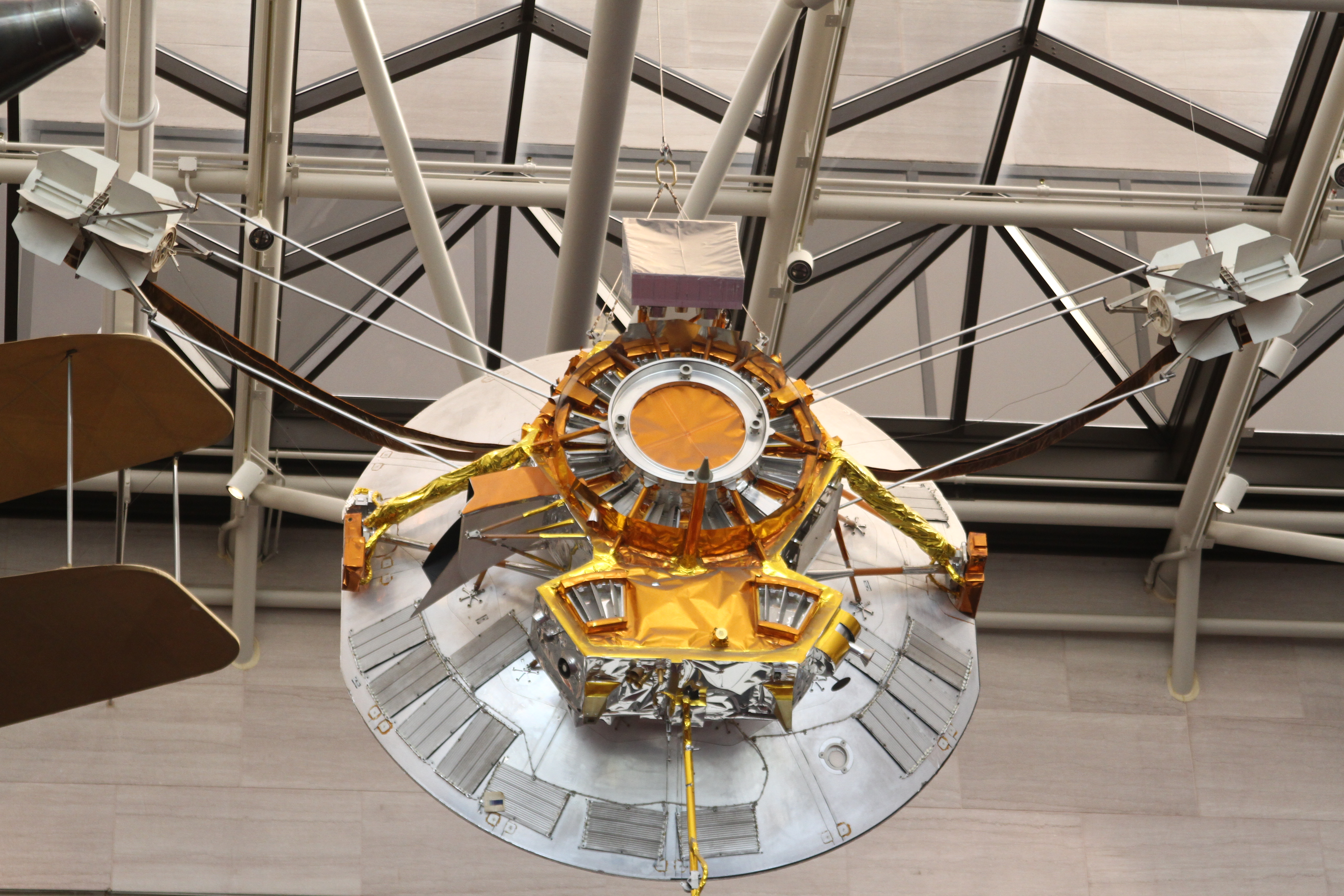
先驱者H号
X-15
阿波罗-联盟测试计划展示
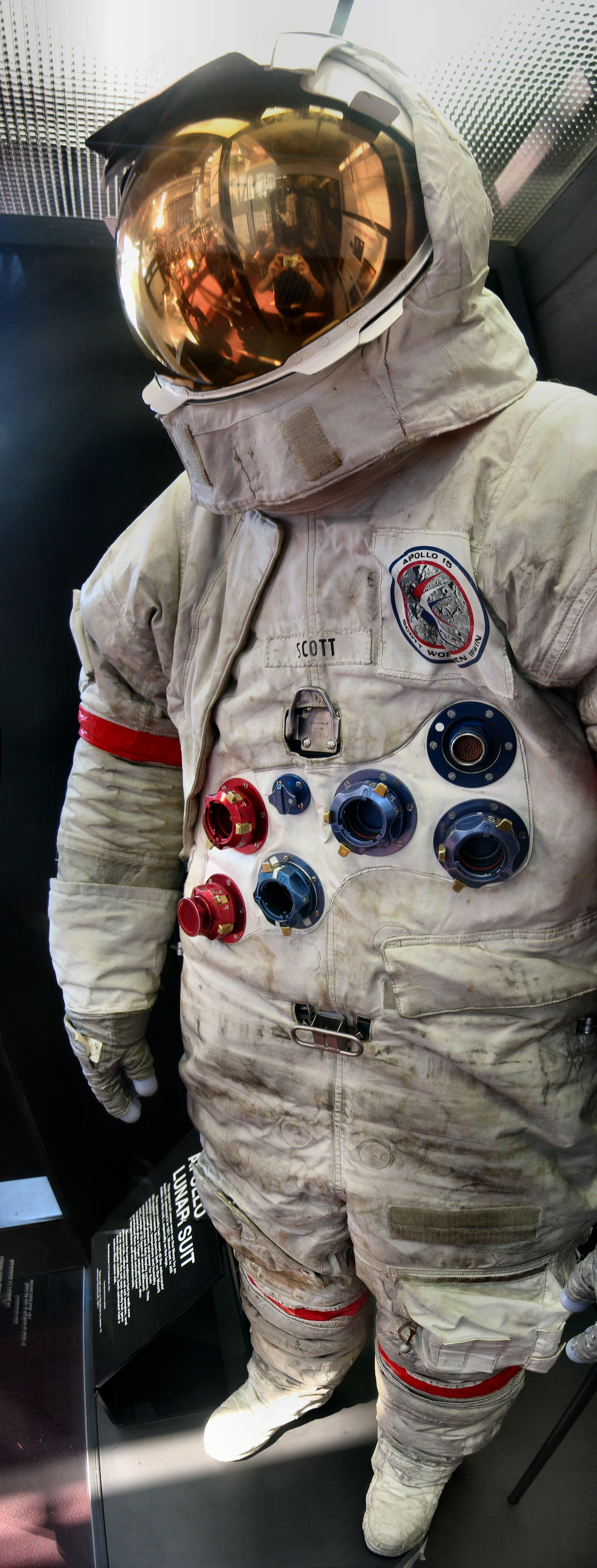
大卫·斯科特在1971年阿波羅15號任務期間在月球上穿的太空服
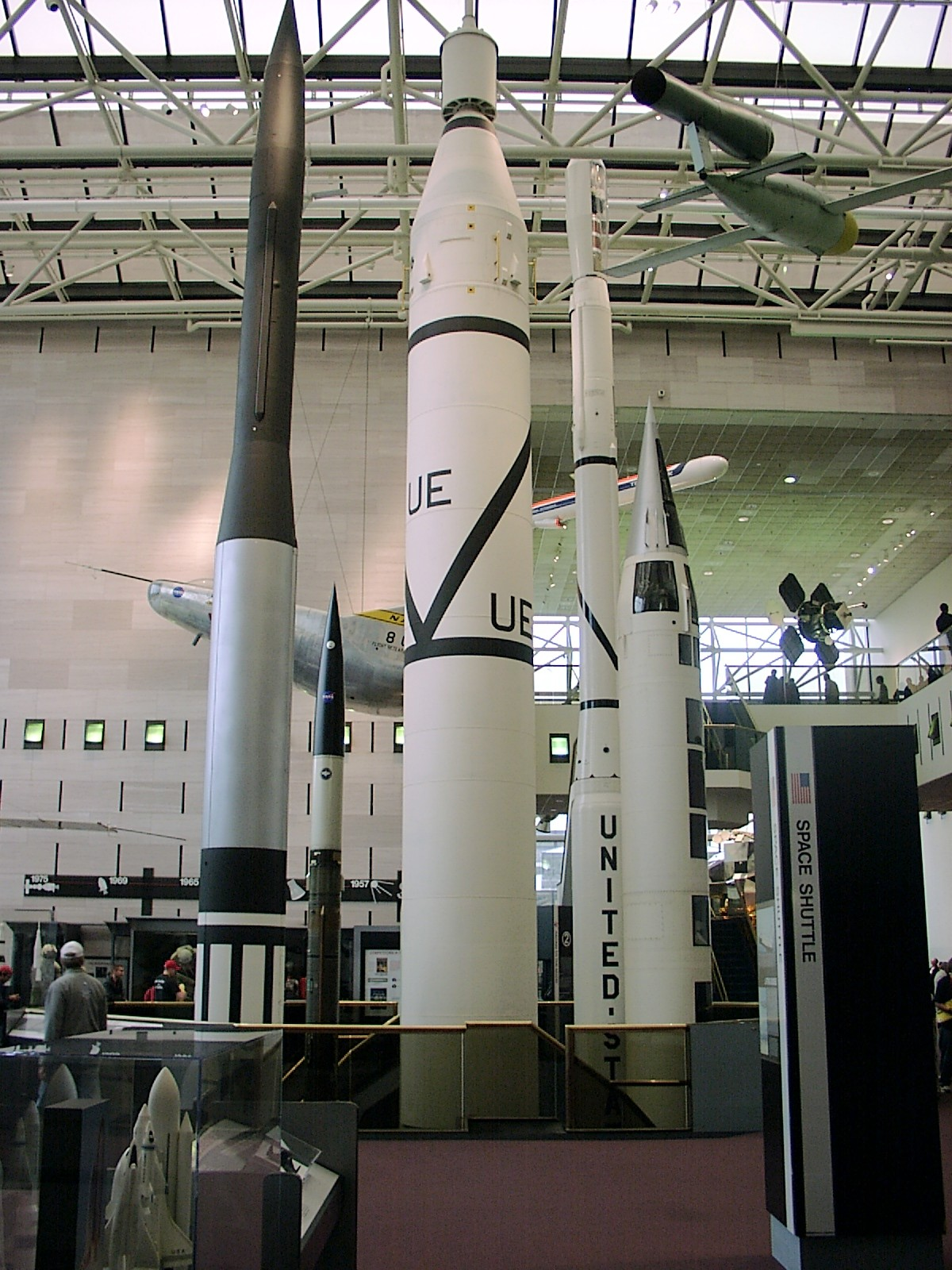
彈道導彈
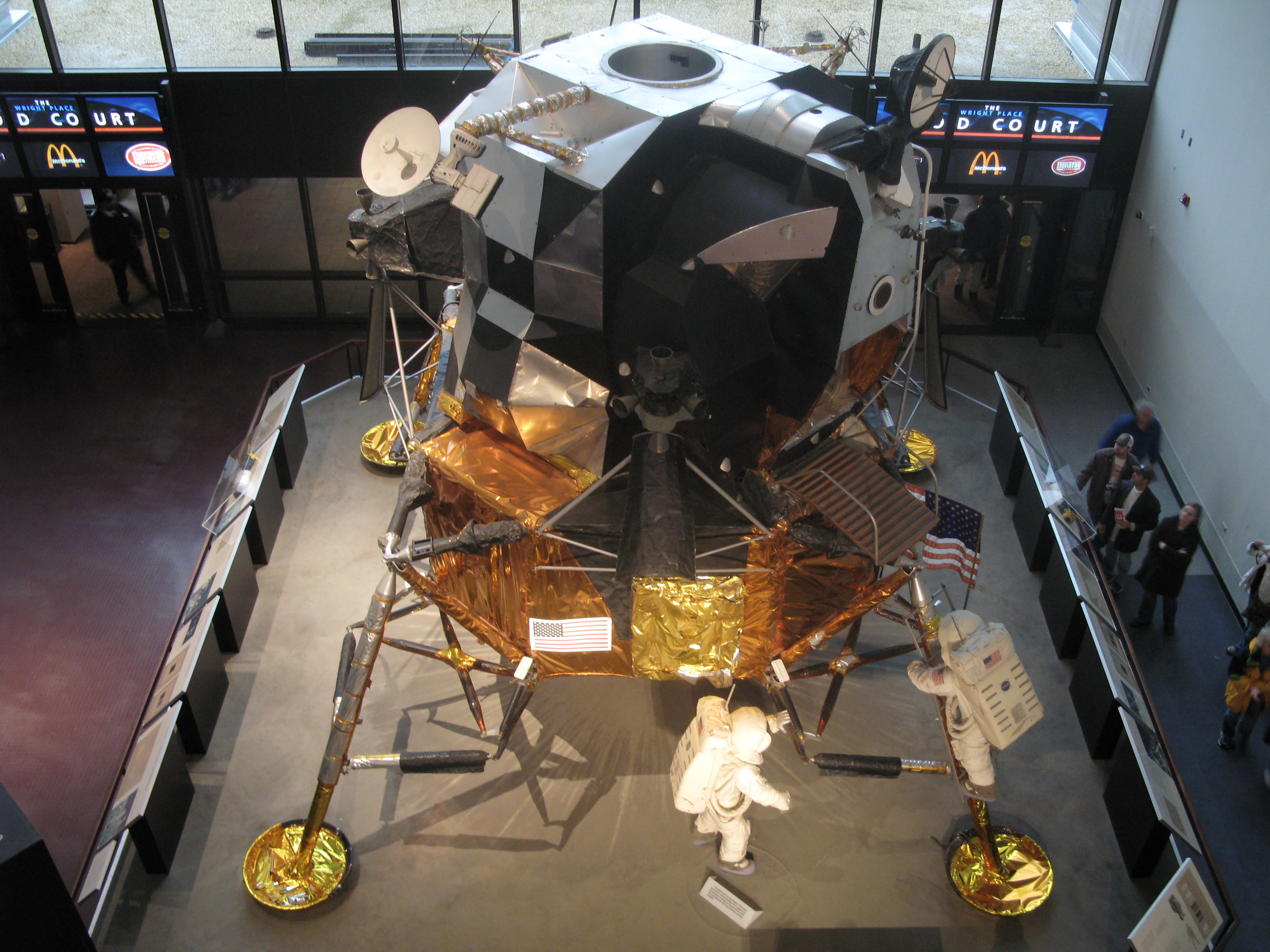
用於進行地面測試的阿波罗登月舱LM-2
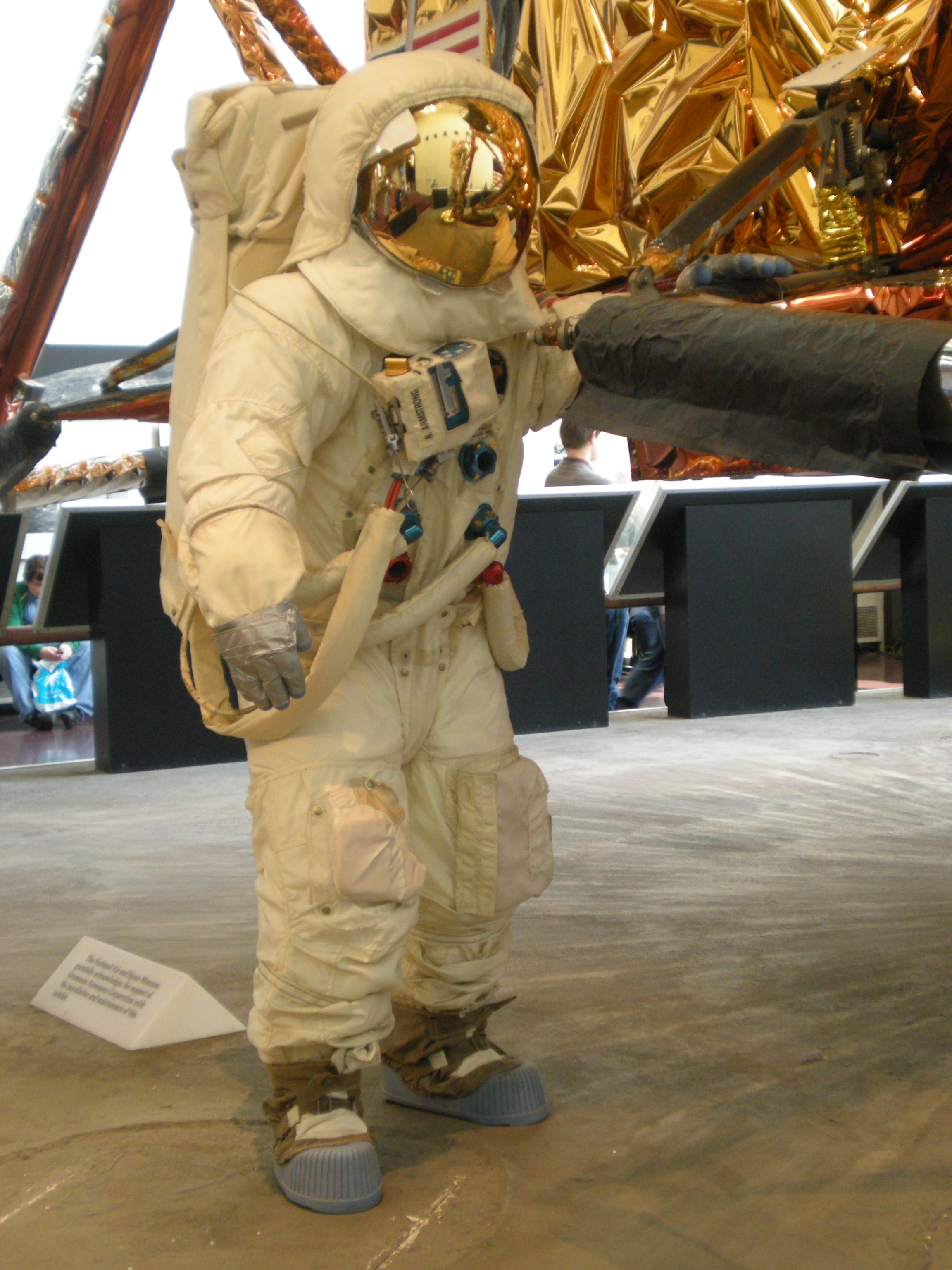
太空服複製品
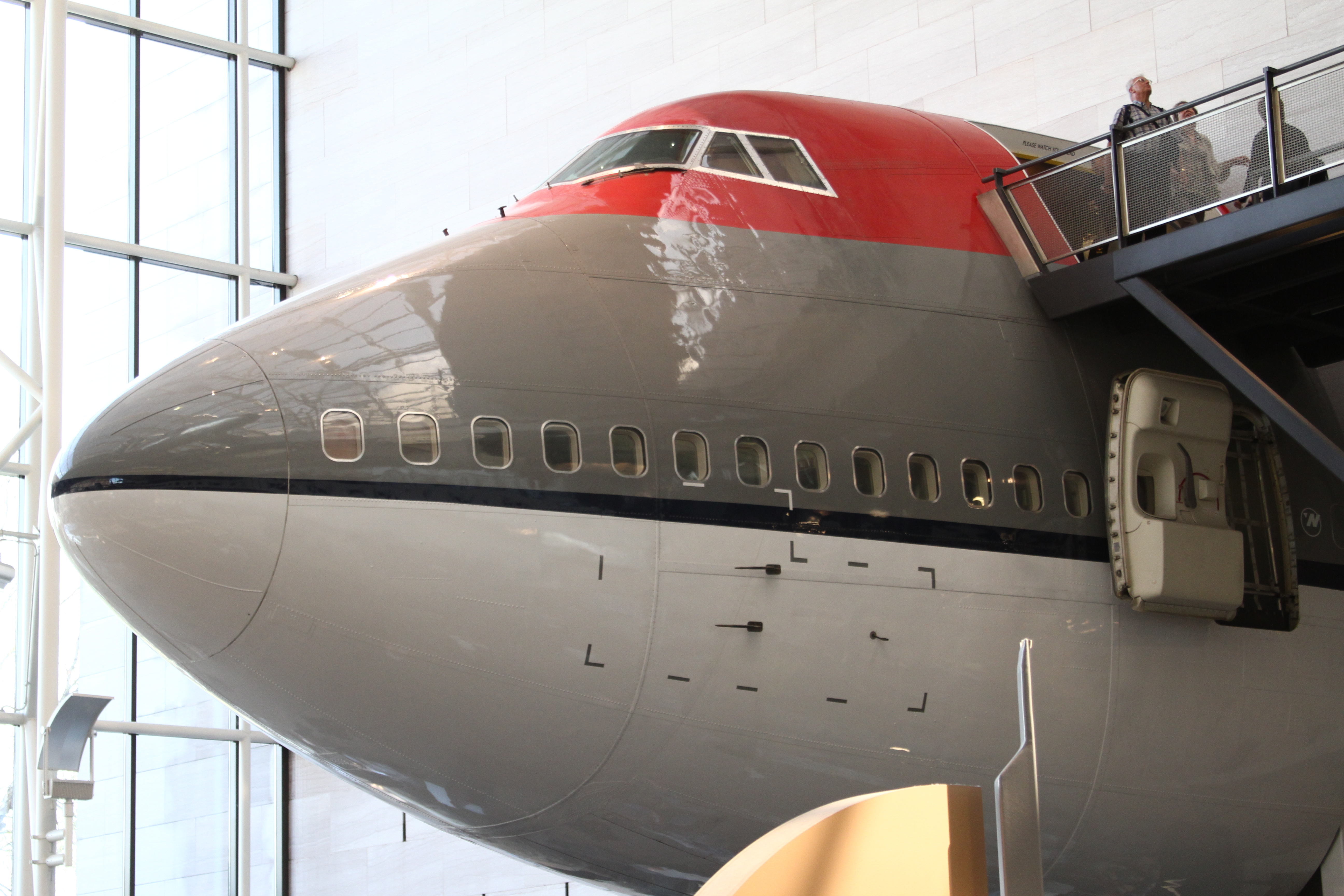
西北航空的波音747-100
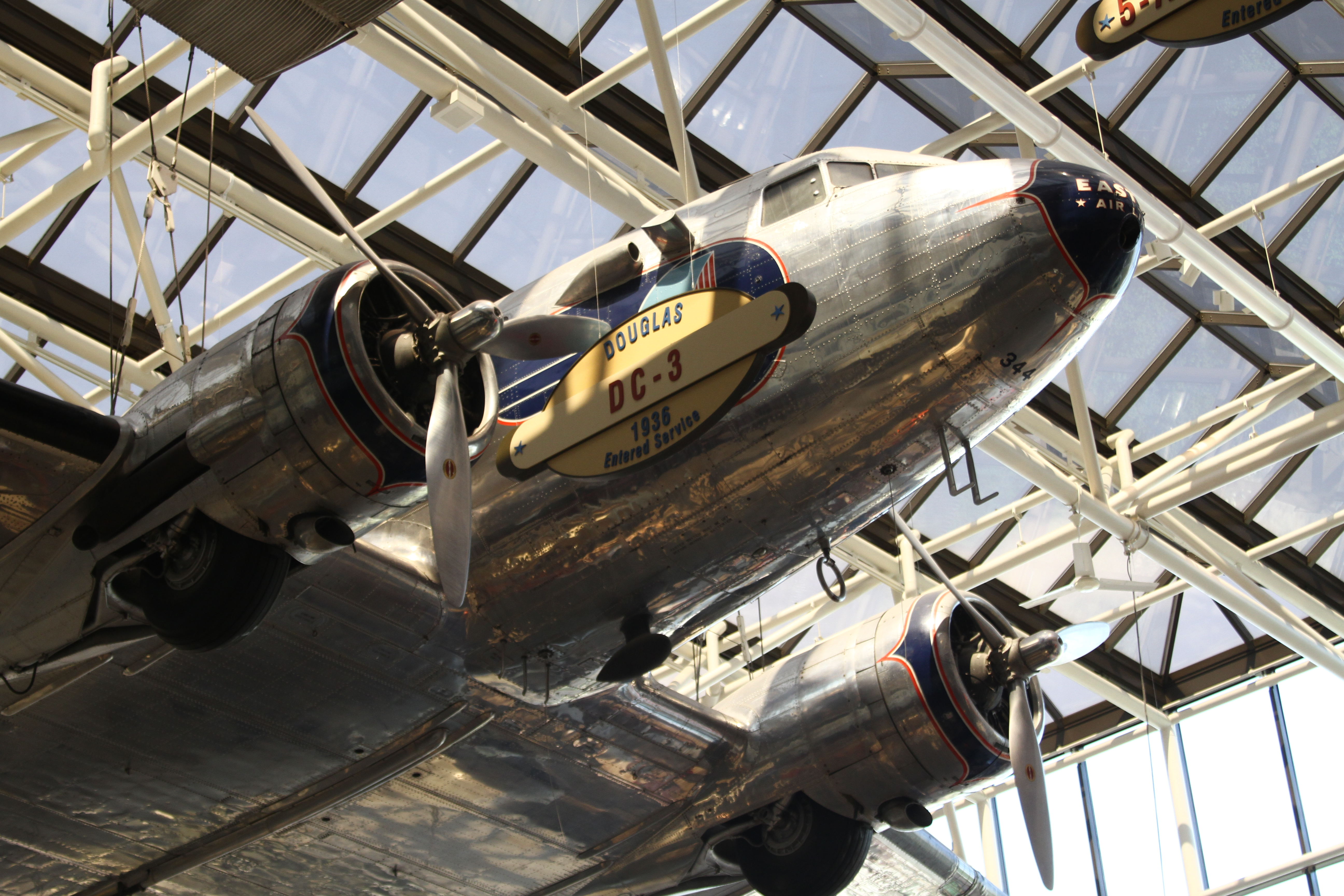
美國東方航空的道格拉斯DC-3
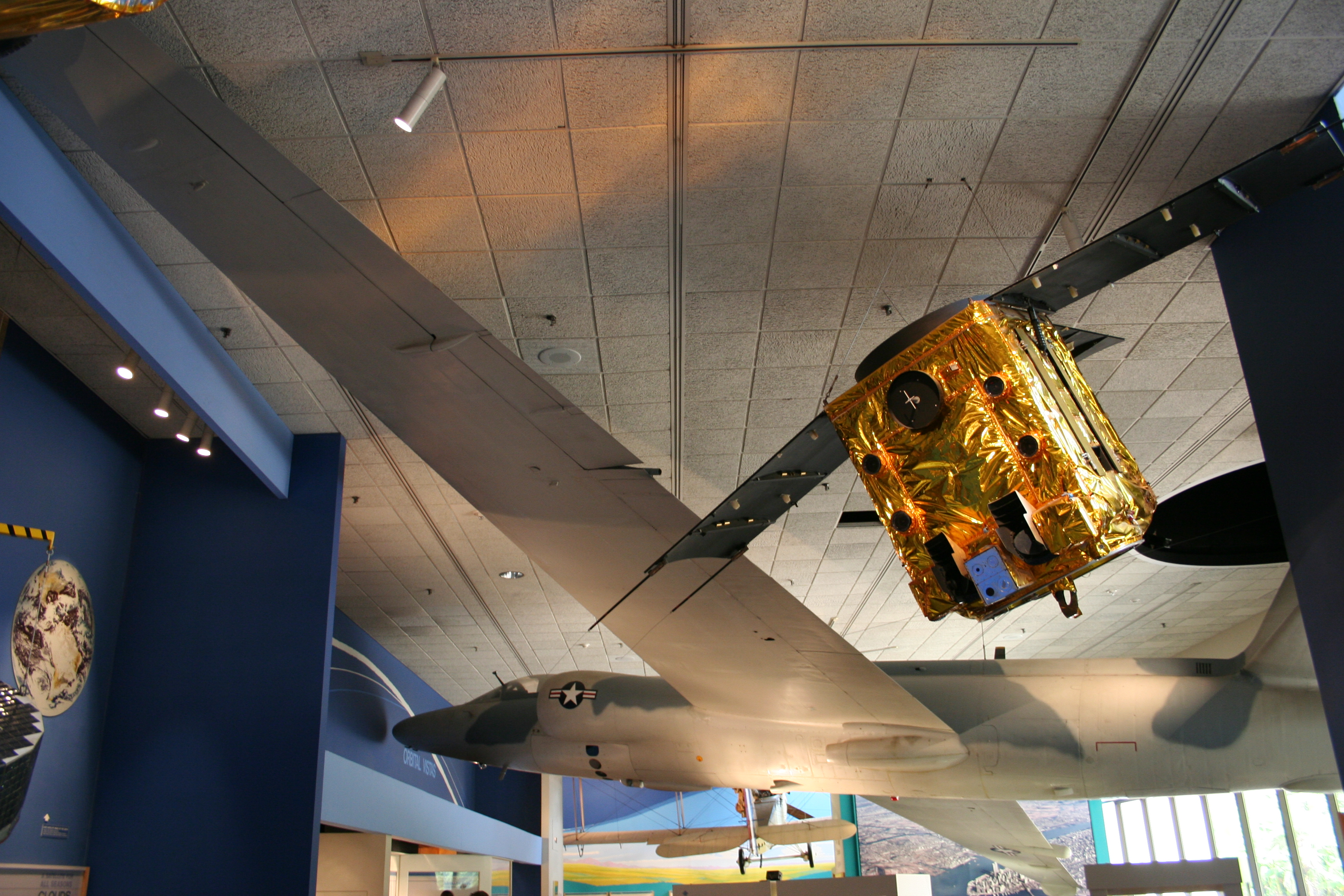
U-2偵察機和宇宙飛船
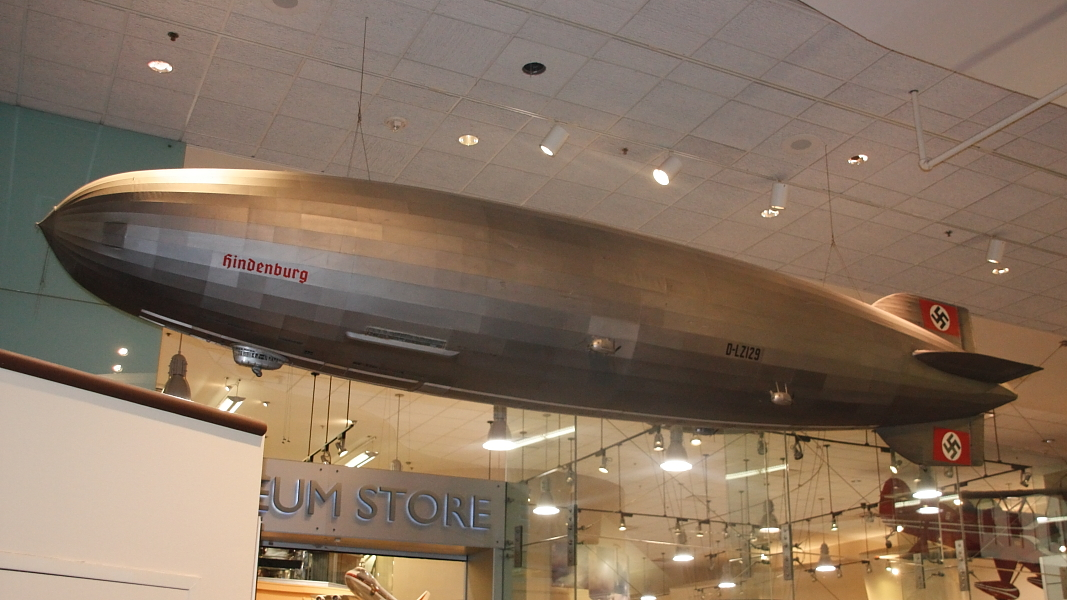
1975年電影《興登堡號（電影）（英语：The_Hindenburg_(film)）》使用的興登堡號飛船模型
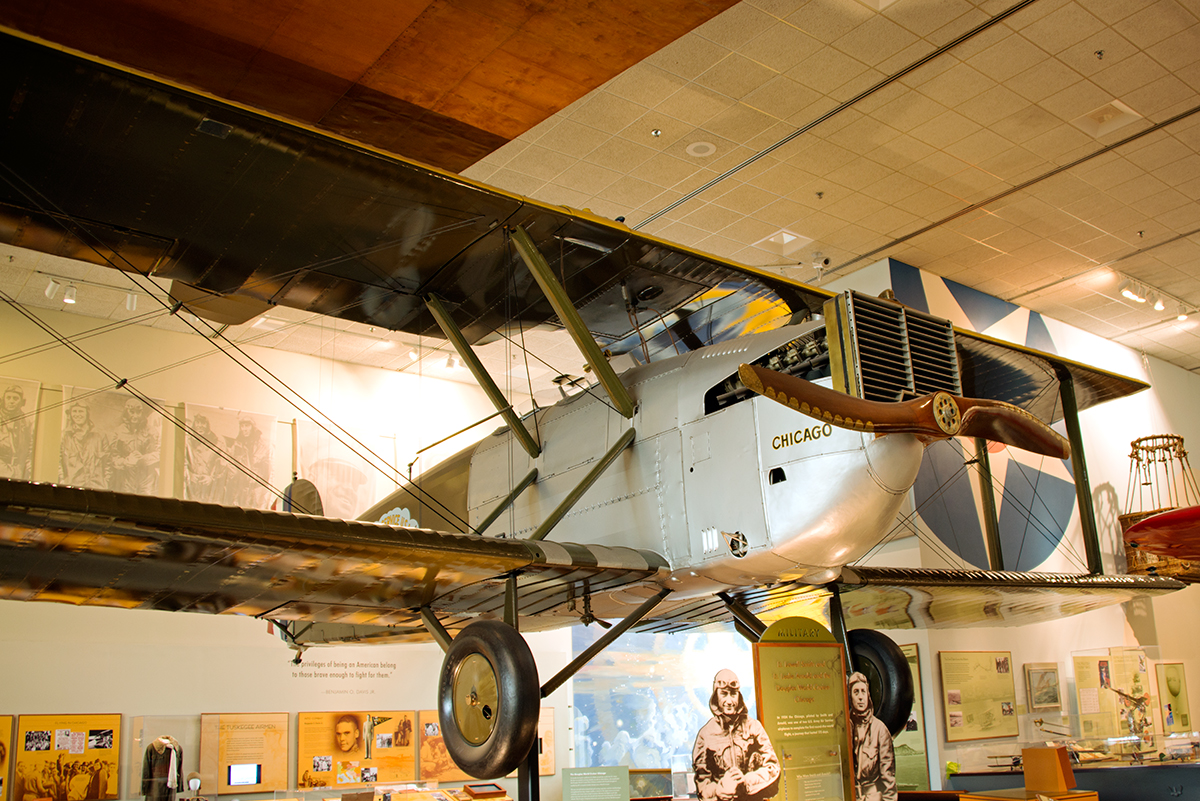
芝加哥號，第一架首次環球飛行的飛機
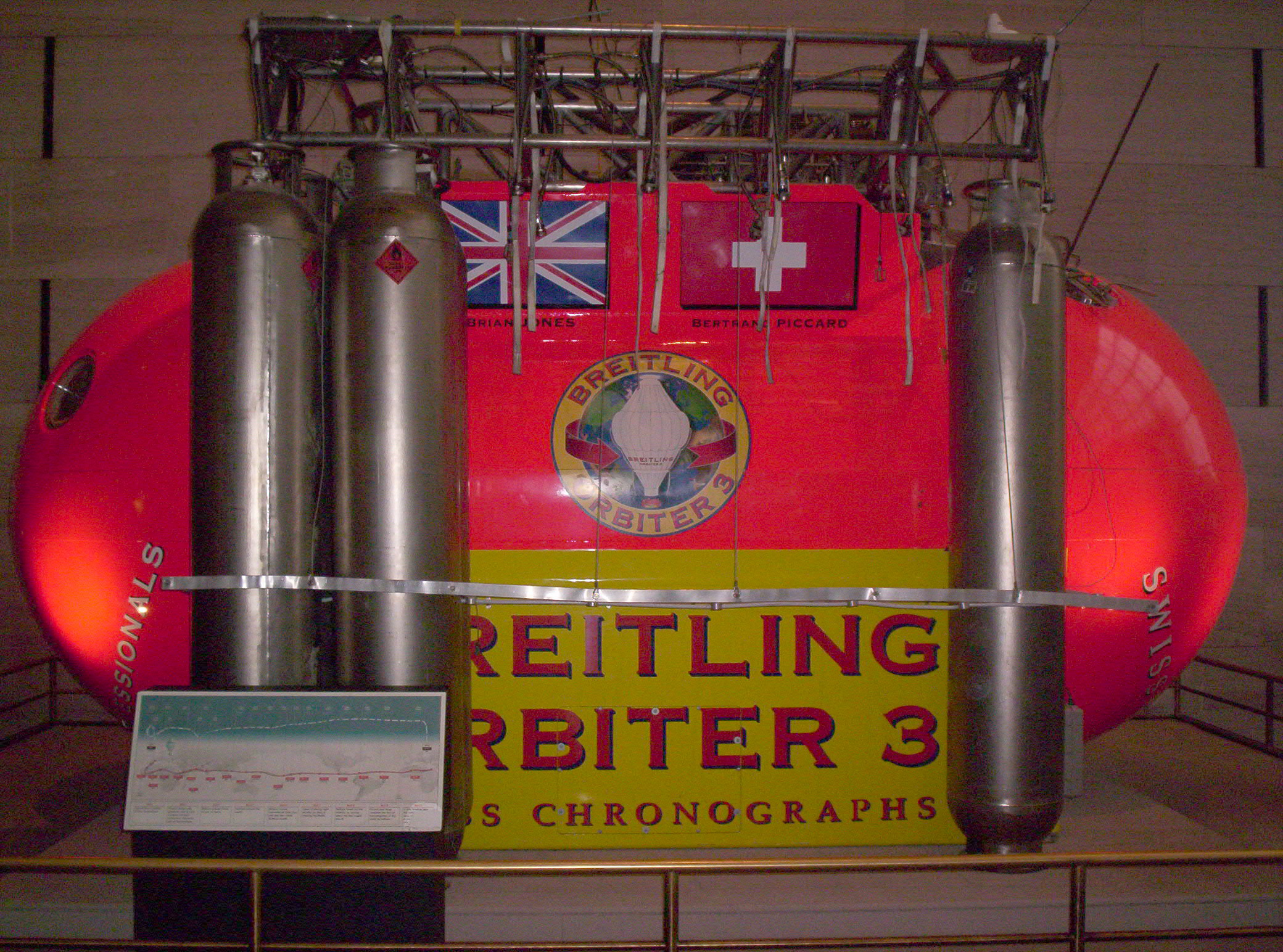
百年靈軌道飛行器3號（英语：Breitling_Orbiter）
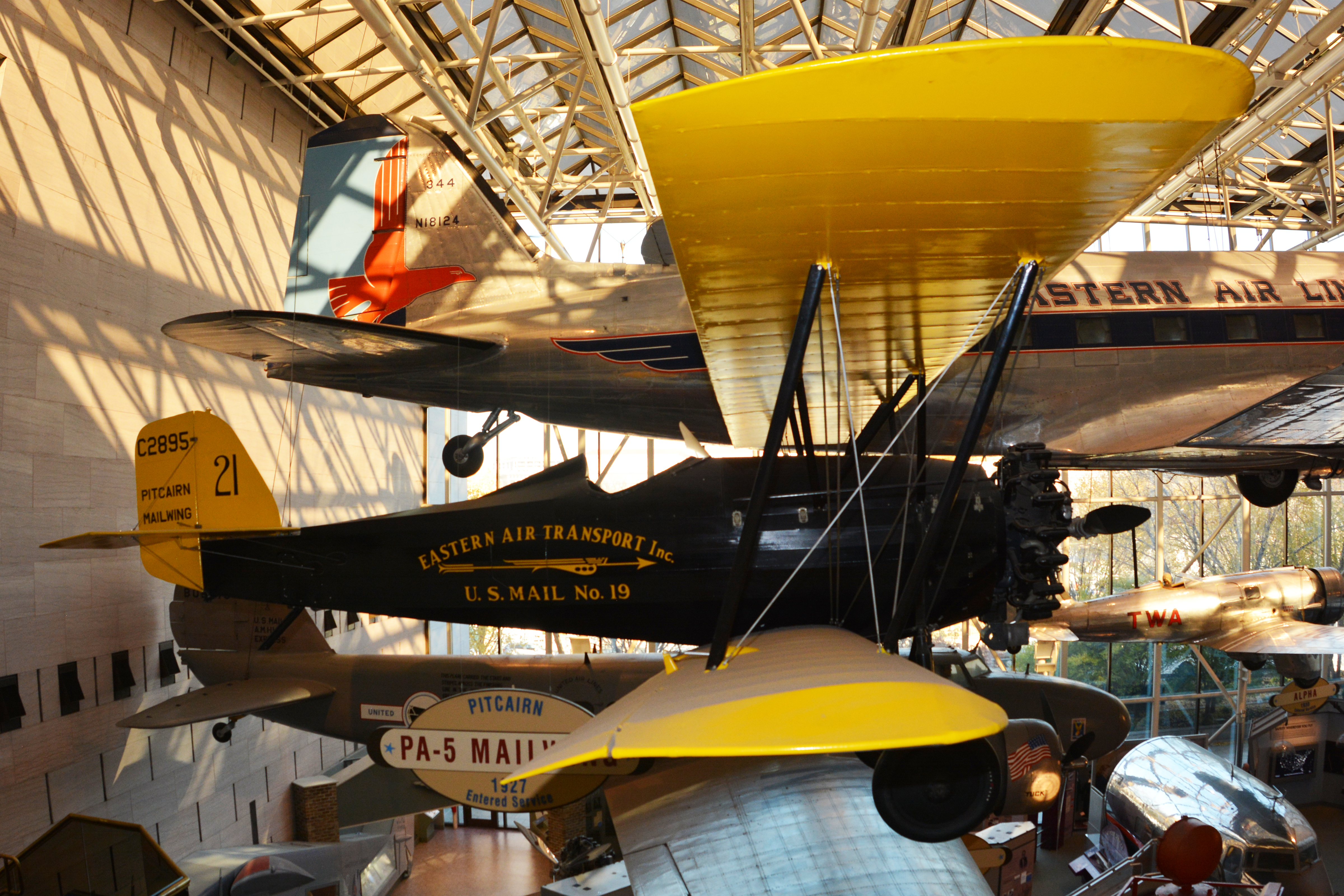
皮特凱恩郵翼（英语：Pitcairn Mailwing）